# Комунальна Рада (Монако)
Комунальна Рада (монегаська: Cunsiyu cumünale) — дорадча асамблея комуни Монако. Це єдина комуна у Князівстві Монако, де межі міста та комуни є однаковими, що робить його містом-державою.
Комунальна Рада складається з мера та 14 муніципальних радників, які обираються на 4 роки.

## Виборча система
Комунальна Рада складається загалом з 15 місць, які заповнюються на чотири роки голосуванням за мажоритарним списком у два тури в одному виборчому окрузі.
Виборці голосують за стільки кандидатів, скільки місць потрібно заповнити, з можливістю змішування, викреслюючи або додаючи імена до запропонованих списків. Кандидати, які отримали абсолютну більшість голосів, поданих у першому турі, обираються до кількості місць, які підлягають заповненню. Якщо є незаповнені місця, другий тур організовується через два тижні між кандидатами, що залишилися. Тому другі тури відбуваються дуже рідко. З початку 1960-х цей сценарій трапився лише тричі, у 1967, 1979 та 1991 роках. Після виборів рада обирає зі свого складу мера.

## Повноваження
Основні прерогативи муніципальної ради стосуються соціальної сфери (догляд за людьми похилого віку та дитячі будинки), міських заходів, культурної сфери (медіатека, Вища школа пластичних мистецтв, Музична академія), реєстрація актів цивільного стану, зали та ринки, організація виборів тощо.